# Groupe de NGC 5129
Le groupe de NGC 5129 est un trio de galaxies situé dans les constellations de la Vierge et de la Chevelure de Bérénice. La distance moyenne entre ce groupe et la Voie lactée est d'environ 108,3 Mpc (∼353 millions d'al). 

## Membres
Le tableau ci-dessous liste les trois galaxies du groupe indiquées dans l'article d'Abraham Mahtessian paru en 1998.
| Nom                       | Constellation         | Class.      | Type         | α (J2000.0)   | δ (J2000.0) | Vitesse radiale (km/s) | m    | Distance (Mpc) | Dimension (kal) |
| ------------------------- | --------------------- | ----------- | ------------ | ------------- | ----------- | ---------------------- | ---- | -------------- | --------------- |
| NGC 5129                  | Vierge                | E2          | Elliptique   | 13h 24m 10.0s | 13° 58′ 36″ | 6885 ± 2               | 12,1 | 105,8 ± 7,4    | 201             |
| NGC 5132                  | Vierge                | (R)SB(r)0+? | Lenticulaire | 13h 24m 28.9s | 14° 05′ 33″ | 7320 ± 27              | 13,2 | 112,2 ± 7,9    | 150             |
| CGCG 1324.7+1521 UGC 8452 | Chevelure de Bérénice | S0          | Lenticulaire | 13h 27m 09.9s | 15° 05′ 41″ | 7060 ± 31              | 13,1 | 108,3 ± 7,6    | 80              |

Le site DeepskyLog permet de trouver aisément les constellations des galaxies mentionnées dans ce tableau ou si elles ne s'y trouvent pas, l'outil du site constellation permet de le faire à l'aide des coordonnées de la galaxie. Sauf indication contraire, les données proviennent du site NASA/IPAC.